# Франц Пфорр
Франц Пфорр (нім. Franz Pforr; 5 квітня 1788, Франкфурт-на-Майні — 16 червня 1812, Альбано-Лаціале) — німецький художник-романтик.

## Біографія і творчість

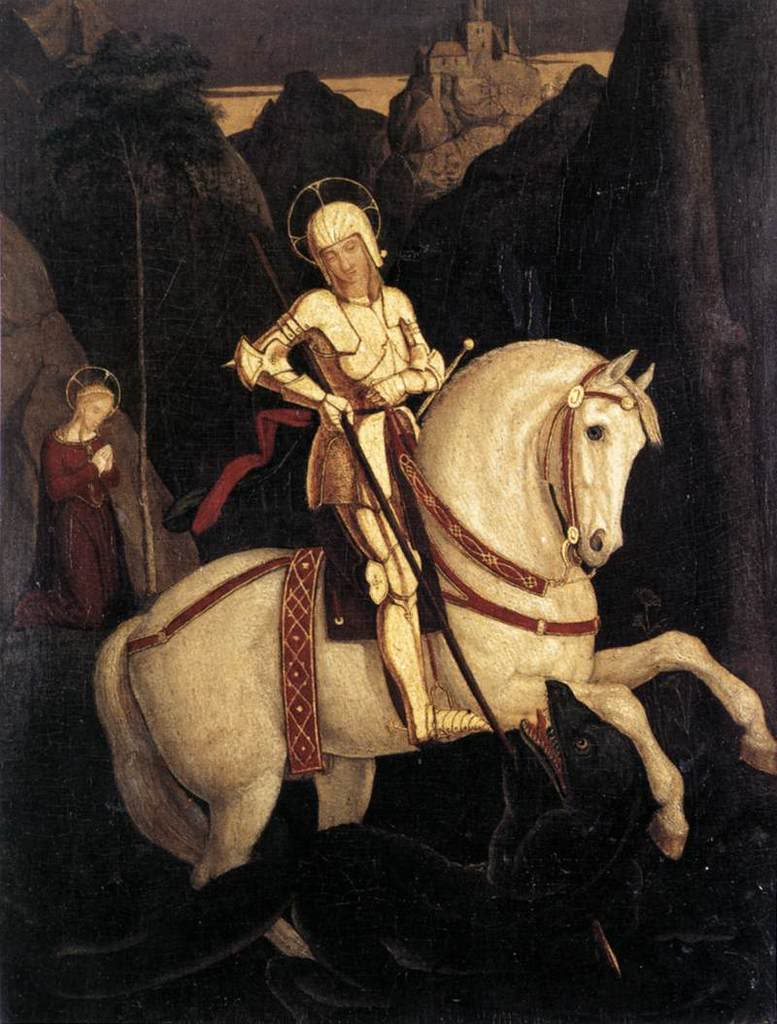
Святий Георгій (Інститут Штеделя)

Батько Франца Пфорра, Йоганн Георг Пфорр, був художником, що спеціалізувався на зображеннях коней. Мати, Йоганна Крістіана Пфорр, походила з мистецької родини Тишбейн. У 12 років Франц Пфорр втратив батьків, на наступний рік єдиного брата і з 1801 року виховувався у Касселі у дядька, відомого художника Йоганна Генріха Вільгельма Тішбейна. Там він почав займатися живописом і в 1805 році вступив до Академії мистецтв у Відні, де його учителем став художник-классицист Генріх Фрідріх Фюґер.
Пфорр і його товариші по навчанню Людвіг Фогель, Йоганн Конрад Готтінгер і Фрідріх Овербек були незадоволені навчанням, очікуючи замість орієнтації на класичне мистецтво більш сучасного підходу і уваги до духовних цінностей. Вони бачили власний шлях у мистецтві у зближенні з мистецтвом старих майстрів.
У 1809 році молоді художники заснували Союз святого Луки, мистецьке об'єднання, що пропагувало ідеї романтизму. Це призвело до конфлікту в самій Академії, внаслідок чого Овербек в 1810 році був з неї виключений, і члени Союзу святого Луки, включаючи Пфорра, вирушили до Італії, і 20 червня 1810 року прибули у зайнятий наполеонівськими військами Рим, де оселилися у будинку монастиря Сан-Ісідоро. Їх метою було вивчення робіт старих італійських майстрів і повернення до мистецтва італійського Відродження. Цей рух став пізніше відомий як «Назарейці» і зіграв велику роль у розвитку європейського романтизму початку XIX століття.
Пфорр помер від туберкульозу в Римі у віці 24 років, не доживши до визнання своєї творчості.
Спадщина Пфорра становить лише шість картин («Граф фон Габсбург», «В'їзд імператора Рудольфа в Базель», «Святий Георгій», «Автопортрет», а також алегорія дружби на себе і Овербека) і кілька сотень малюнків, включаючи ілюстрації до «Дон Кіхота» і до поеми Гете «Гец фон Берліхінген». Незважаючи на це, його зараховують до засновників і найважливіших представників німецького романтизму. В його творчості сильна релігійна тематика.